# Giorgi Tskhovrebadze (balonmanista)
Giorgi Tskhovrebadze (Tiflis, 19 de febrero de 2001) es un jugador de balonmano georgiano que juega de lateral derecho en el VfL Gummersbach. Es internacional con la selección de balonmano de Georgia.
Su primer campeonato con la selección fue el Campeonato Europeo de Balonmano Masculino de 2024.

## Clubes
| Club                      | País     | Año         |
| ------------------------- | -------- | ----------- |
| Montpellier Handball      | Francia  | 2019 - 2023 |
| Pfadi Winterthur (cedido) | Suiza    | 2022 - 2023 |
| VfL Gummersbach           | Alemania | 2023 - Act. |